# Walsoorden
Walsoorden (51° 23′ N, 4° 02′ L) é uma vila dos Países Baixos, na província de Zelândia. Walsoorden pertence ao município de Hulst, e está situada a 22 km southwest of Bergen op Zoom.
A área de Walsoorden, que também inclui as partes periféricas da cidade, bem como a zona rural circundante, tem uma população estimada em 170 habitantes.